# Exchange Bias
Als Exchange Bias (EB) bezeichnet man eine unidirektionale Anisotropie (deshalb auch unidirectional exchange anisotropy genannt), die durch die Kopplung zwischen einem Ferro- und einem Antiferromagneten entsteht. Der Exchange Bias bewirkt eine Vorzugsrichtung der Magnetisierung im Ferromagneten, was sich im Experiment in einer Verschiebung der gemessenen Hysteresekurven entlang der Magnetfeldachse äußert. Durch die Bevorzugung einer bestimmten Richtung unterscheidet sich der Effekt deutlich von der üblichen ferromagnetischen Anisotropie, bei der die Ausrichtung der Spins parallel und antiparallel zur Vorzugsrichtung (leichte Richtung) energetisch gleichwertig sind.
Der Effekt beruht auf einer Austauschwechselwirkung (daher der Name) des Ferromagneten (FM) mit dem Antiferromagneten, und nicht einfach nur auf einer magnetostatischen Kopplung. Da der Antiferromagnet (AF) im Mittel keine Magnetisierung hat, muss der Effekt auf der magnetischen Feinstruktur des AF (zum Beispiel Defekten oder der Bildung von Domänen) nahe der Grenzfläche zum Ferromagneten beruhen, die experimentell lange schwer zu bestimmen war. Der Effekt selbst (Kopplung durch eine Austauschwechselwirkung zwischen FM und AF mit Vorzugsrichtung im FM) wurde bereits 1956 entdeckt von W. H. Meiklejohn und C. P. Bean. Theoretisch ist der Effekt noch nicht befriedigend erklärt.
Der Exchange Bias wird z. B. für magnetische Sensoren in Festplatten verwendet, bei denen durch diesen Effekt die magnetische Orientierung in einer ferromagnetischen Schicht, die als Referenz dient, konstant gehalten wird. Insbesondere durch die Entdeckung des GMR-Effekts in den 1980er Jahren mit seinem Potential für die Festplattenentwicklung wurde die Forschung auch am EB stark gefördert.

## Entdeckung
Im Jahre 1956 wurde von W. H. Meiklejohn und C. P. Bean eine unidirektionale Anisotropie entdeckt, die durch die Kopplung zwischen einem ferromagnetischen (FM) und einem antiferromagnetischen (AFM) Material hervorgerufen wird. Während in der ersten Arbeit über diesen Effekt ferromagnetische Kobaltpartikel mit oxidierter, antiferromagnetischer Oberfläche untersucht wurden, sind inzwischen viele weitere Materialsysteme bekannt, die den gleichen Effekt zeigen. Am häufigsten werden dabei Dünnschichtsysteme aus einem Ferromagneten und einem Antiferromagneten untersucht, da sich auf diese Weise die Grenzfläche und die Kristallinität der Schichten gut kontrollieren lassen. Zudem beruhen die meisten Anwendungen auf der Dünnschichttechnologie.

## Grundlagen

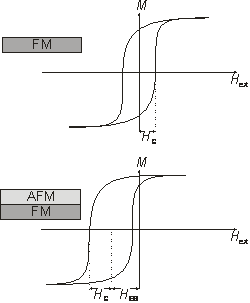

Magnetische Anisotropien werden oft durch den Einfluss von Kristallsymmetrien auf die atomaren magnetischen Momente hervorgerufen. Solche magnetischen Anisotropien führen zu energetisch günstigen (leichten) und ungünstigen (schweren) Richtungen der Magnetisierung in Bezug auf das Kristallgitter. Ohne magnetische Anisotropien würde sich beispielsweise eine Kompassnadel nicht mit den magnetischen Momenten in ihr ausrichten.
Entsprechend dem jeweiligen Kristallgitter findet man beispielsweise uniaxiale Anisotropien, bei der die leichten Richtungen sich um 180° unterscheiden, oder vierzählige, in denen die energetisch günstigen Richtungen um jeweils 90° getrennt sind.
Der Exchange Bias dagegen stellt eine unidirektionale Anisotropie dar, also eine Anisotropie, die die Magnetisierung bevorzugt in nur eine bestimmte Raumrichtung orientiert. Er entsteht in Systemen, in denen die Ordnungstemperatur des Antiferromagneten (Néel-Temperatur) unterhalb der Ordnungstemperatur des Ferromagneten (Curie-Temperatur) liegt, wenn das System in einem äußeren Magnetfeld oder bei magnetisiertem Ferromagneten abgekühlt wird.
Vereinfacht kann man sich das Phänomen so vorstellen, dass beim Kühlen unter die Néel-Temperatur ein Magnetfeld in dem System eingefroren wird. Dementsprechend können viele Effekte, die mit dem Exchange Bias zusammenhängen, mit dem Einfluss eines äußeren Magnetfeldes auf einen Ferromagneten verglichen werden. Einen weniger leicht erklärbaren Exchange Bias findet man dagegen in FeMn/CuNi, in dem die Ordnungstemperatur des Antiferromagneten über der des Ferromagneten liegt.
Während die Hysteresekurve eines Ferromagneten symmetrisch zum äußeren Magnetfeld {\displaystyle H_{ext}=0} sowie zur Magnetisierung {\displaystyle M=0} ist, wenn man das äußere Magnetfeld {\displaystyle H_{ext}} von ausreichend großen positiven zu negativen Feldern und zurück durchfährt, findet man in Exchange-Bias-Systemen eine Verschiebung der Hysteresekurve. Für positive Einkühlfelder ist die Hysteresekurve meist zu negativen Magnetfeldern hin verschoben; zudem zeigen manche Messungen eine vertikale Verschiebung der Kurve entlang der M-Achse. Die Verschiebung der Hysteresekurve entlang der Magnetfeldachse wird als Exchange-Bias-Feld HEB bezeichnet.
Vergleicht man ein Exchange-Bias-System aus Ferromagnet und Antiferromagnet mit einem ferromagnetischen Film gleicher Dicke, so findet man außerdem häufig ein stark erhöhtes Koerzitivfeld. Die Vergrößerung des Koerzitivfeldes tritt besonders unterhalb der Néel-Temperatur auf, sie ist stark temperaturabhängig. Manche Systeme weisen auch ein Maximum des Koerzitivfeldes nahe der Néel-Temperatur auf, so z. B. Fe/FeF2 (mit dem Ferromagneten Eisen und dem Antiferromagneten Eisendifluorid) in der Kristallorientierung (110).
Neben weiteren Effekten, die nur in Exchange-Bias-Systemen auftreten, ist insbesondere die häufig zu findende starke Asymmetrie der Hysteresekurve zu nennen – so kann beispielsweise in manchen Fe/MnF2-Proben (bestehend aus Eisen und dem antiferromagneten Mangandifluorid) eine Seite der Hysterese eine stark ausgeprägte Stufe aufweisen, während die andere Seite kein solches Phänomen zeigt.

## Eigenschaften von Exchange-Bias-Systemen
Exchange-Bias-Systeme zeigen verschiedene Eigenschaften, die man in fast allen Proben wiederfindet:
- Temperaturabhängigkeit: Ausgehend von tiefen Temperaturen, sinkt das Exchange-Bias-Feld in der Regel mit steigender Temperatur ab, bis es unterhalb der Néel-Temperatur des Antiferromagneten verschwindet[4] – je nachdem, ob das untersuchte System eine dünne antiferromagnetische Schicht oder aber einen relativ dicken antiferromagnetischen Einkristall enthält, weit unterhalb oder auch sehr nah an der Néel-Temperatur. Auch die Unordnung im Antiferromagneten und die Grenzflächenbeschaffenheit beeinflussen die Temperatur, bei der der Exchange Bias zu Null wird.
- Schichtdickenabhängigkeit: Der Exchange Bias verhält sich in den untersuchten Systemen antiproportional zur Schichtdicke des Ferromagneten,[4] was dafür spricht, dass es sich beim Exchange Bias um einen Grenzflächeneffekt handelt. Abweichungen findet man für sehr dicke oder sehr dünne Schichten. Für die Abhängigkeit des Exchange Bias von der Schichtdicke des Antiferromagneten gibt es zwei verschiedene Beobachtungen: Der Exchange Bias steigt mit zunehmender Schichtdicke zunächst an und fällt nach Erreichen eines Maximums entweder wieder ab oder bleibt bei einem konstanten Wert. Welches Verhalten auftritt, hängt von dem verwendeten Materialsystem und den Präparationsbedingungen ab.[4]
- Einkühlfeldabhängigkeit: Der Exchange Bias kann durch eine Änderung des Einkühlfeldes, in dem das System unter die Néel-Temperatur des Antiferromagneten gekühlt wird, variiert werden. Die Abhängigkeit des Exchange Bias vom Einkühlfeld ist für verschiedene Systeme jedoch unterschiedlich: In manchen Fällen findet man bei hohen Feldern eine Reduktion oder sogar ein Vorzeichenwechsel[10][11] des Exchange Bias statt; in anderen Untersuchungen sieht man einen mit zunehmendem Einkühlfeld zunächst ansteigenden Exchange Bias, während er sich bei hohen Magnetfeldern nicht mehr ändert.[12]
- Abhängigkeit von der Grenzflächenrauheit: Koppelt man ein einkristallines antiferromagnetisches Substrat (z. B. FeF2) mit sehr glatter Oberfläche an einen Ferromagneten, so zeigt das entstandene System nur einen geringen Exchange Bias. Ein Aufrauen der Substratoberfläche vor dem Aufbringen des Ferromagneten vergrößert den Exchange Bias erheblich. Während in den meisten Dünnschichtsystemen, wie Fe/FeF2, der Exchange Bias bei glatter Grenzschicht groß ist und sich mit zunehmender Rauheit der Grenzfläche verringert,[13] sinkt der Exchange Bias in Fe/MnF2-Dünnschichtsystemen mit zunehmender Rauheit zunächst ebenfalls ab, steigt dann aber wieder an.[14] Nimmt man als Antiferromagnet NiO, so erkennt man keine Abhängigkeit des Exchange Bias von der Standardabweichung der Schichtdicke des Antiferromagneten (Rauheit). Dagegen wird der Exchange Bias in diesem System vergrößert, wenn die mittlere Steigung des Grenzflächenprofils zunimmt.[15]
- Abhängigkeit von der Beschaffenheit des Antiferromagneten: Der Exchange Bias hängt nicht nur von der Grenzflächenrauheit, sondern auch von der Kristallgüte des Antiferromagneten ab. Beispielsweise zeigen Systeme aus Fe und verzwillingten FeF2-Filmen, die aus zwei zueinander gedrehten Untergittern bestehen, einen höheren Exchange Bias als entsprechende Systeme auf einkristallinen Substraten.[13] Das gleiche Verhalten findet man für dünne CoOSchichten und -Substrate mit Co als Ferromagnet.[16] In poly-kristallinen Filmen sieht man meist einen mit geringerer Kristallitgröße zunehmenden Exchange Bias, manchmal jedoch auch ein genau gegenteiliges Verhalten.[4] Die Kristallitgröße kann durch die Wahl verschiedener Temperaturen, Wachstumsraten oder Drücke bei der Präparation festgelegt werden. Diese Präparationsparameter beeinflussen vermutlich auch andere Größen, die ebenfalls Auswirkungen auf den Exchange Bias haben, was die unterschiedlichen Beobachtungen erklären kann.

- Abhängigkeit von der Orientierung der Grenzfläche: Schneidet man einen Kristall in verschiedenen Richtungen, können die magnetischen Momente an der Oberfläche jeweils antiparallel oder parallel zueinander ausgerichtet sein, was man als „kompensierte“ oder „unkompensierte“ Oberflächen bezeichnet. Entgegen der intuitiven Vorstellung haben alle bisherigen Untersuchungen auch an kompensierten Oberflächen einen Exchange Bias gefunden, der in manchen Fällen sogar größer ist als an unkompensierten Oberflächen.[4] Außerdem liegen die magnetischen Momente in manchen Kristallorientierungen nicht parallel zur Oberfläche. Für FeF2 beispielsweise liegen sie in der (110)-Orientierung in der Ebene, in der (001)-Orientierung senkrecht zur Grenzfläche, und in der (101)-Orientierung schließen sie einen mittleren Winkel mit der Oberfläche ein. Den maximalen Exchange Bias findet man für die (110)-Orientierung, bei FeF2 (001) verschwindet der Exchange Bias, und in der (101)-Orientierung erhält man etwa die Hälfte des maximalen Exchange Bias.[4]

## Theoretische Modelle
Trotz vielfältiger technischer Anwendungen ist der mikroskopische Ursprung des Exchange Bias noch nicht völlig geklärt. Einige Modelle können Teilaspekte erklären, quantitative Vorhersagen unterscheiden sich jedoch zumeist um Größenordnungen von den experimentellen Daten.
Die einfachsten Modelle für den Exchange Bias gehen von perfekt kompensierten oder aber unkompensierten Oberflächen aus. Außerdem wird eine unendliche Anisotropie im Antiferromagneten angenommen, das heißt, die Spins können sich nur parallel oder antiparallel ausrichten (Ising-Modell). Solche intuitiven Modelle ergeben beispielsweise für CoO(111)-Exchange-Bias-Felder, die um ein bis drei Größenordnungen über den gemessenen liegen.

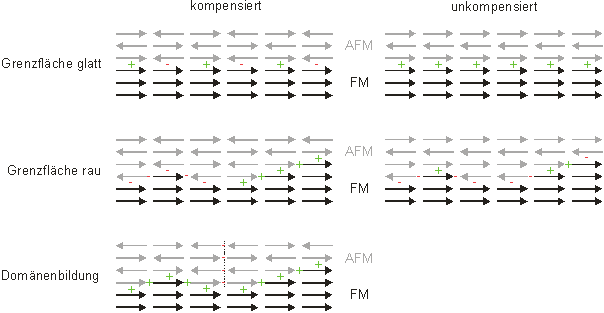
Darstellung kompensierter und unkompensierter Oberflächen, glatt und rau sowie unter der Annahme, dass Domänenwände senkrecht zur Grenzfläche erlaubt sind. Die energetisch günstigen (+) und ungünstigen (-) Orientierungen der magnetischen Momente gelten unter der Voraussetzung einer ferromagnetischen Grenzflächenkopplung; im Falle einer antiferromagnetischen Kopplung kehren sich diese Zeichen um. Im Falle einer rauen Grenzfläche heben sich die energetisch günstigen und ungünstigen Orientierungen im Mittel auf; wenn die Ausbildung von Domänenwänden erlaubt ist, kann dadurch eine weitere Energieabsenkung geschehen, was zu einer Nettomagnetisierung im Antiferromagneten und damit zu einem Exchange Bias führen kann.

Das Random-Field-Modell von Malozemoff erlaubt die Ausbildung von Domänenwänden im Antiferromagneten senkrecht zur Grenzfläche. Dadurch kann der Antiferromagnet Domänen ausbilden, die alle einen kleinen Magnetisierungsüberschuss in Richtung der Magnetisierung des Ferromagneten haben. Diese Nettomagnetisierung wird bei tiefen Temperaturen eingefroren und verursacht den Exchange Bias. Kurz nach ihrer Entdeckung des Exchange Bias haben Meiklejohn und Bean ein Modell zur Beschreibung dieser unidirektionalen Anisotropie entwickelt, das auf Drehmomentmessungen beruht. Auch dieses Modell ergibt einen um Größenordnungen zu hohen Exchange Bias.
Im Gegensatz zu den bisher beschriebenen Modellen erlaubt das Modell von Mauri auch die nicht-parallele Ausrichtung der Spins im Antiferromagneten. Innerhalb einer Ebene parallel zur Grenzfläche sind alle Spins parallel ausgerichtet, Spins in verschiedenen Ebenen können jedoch gegeneinander verdreht sein. Dies bedeutet – im Gegensatz zum Random-Field-Modell – die mögliche Ausbildung von Domänen parallel zur Grenzfläche, die hier als unkompensiert angenommen wird. Je nach Stärke der Kopplung an der Grenzfläche erhält man ähnliche Ergebnisse wie in den beiden zuvor beschriebenen Modellen.
Das Modell von Schulthess und Butler dagegen stellt eine mikromagnetische Simulation eines dreidimensionalen Heisenberg-Modells dar. Die Rechnung ist beschränkt auf Einkristalle als Ferro- und Antiferromagnet mit einer glatten Grenzfläche in einem eindomänigen Zustand. Bringt man an der perfekt glatten Grenzfläche nun Defekte ein, indem einzelne ferromagnetische Momente durch antiferromagnetische ersetzt werden, so führt dieser Überschuss zu einer Vorzugsrichtung für die Magnetisierung im Ferromagneten. Für einen Überschuss von etwa 1 %, der auch experimentell festgestellt worden ist ergeben sich realistische Werte für den Exchange Bias. Das Modell von Schulthess und Butler verdeutlicht also die Bedeutung von Grenzflächendefekten, kann diese jedoch nicht theoretisch ableiten.
Das Modell von Stiles und McMichael beruht als einziges der hier beschriebenen auf der Annahme eines polykristallinen Antiferromagneten. In den einzelnen Kristalliten ist eine durch den Einfluss des Ferromagneten hervorgerufene partielle Domänenwand parallel zur Grenzfläche möglich, der Ferromagnet wird wieder als eindomänig angenommen. Die magnetischen Momente im Antiferromagneten können sich frei in alle Raumrichtungen drehen (Heisenberg-Modell). Das Ergebnis ähnelt dem des Modells von Mauri.
Das Domain-State-Modell bringt zusätzlich unmagnetische Defekte in die antiferromagnetische Schicht ein. Im Gegensatz zum Modell von Malozemoff spielen hier also Defekte im Volumen des Antiferromagneten (nicht nur an der Grenzfläche zum Ferromagneten) eine Rolle, was durch Monte-Carlo-Simulationen bestätigt wurde. Dies spricht für ein Aufbrechen des Antiferromagneten in Domänen, hervorgerufen durch lokale Zufallsfelder. Die hierdurch auftretende Nettomagnetisierung verursacht den Exchange Bias. Dieses Modell kann u. a. die häufig beobachtete vertikale Verschiebung der Hysteresekurve als Magnetisierung des Antiferromagneten erklären. Auch die Abhängigkeit des Exchange Bias von der Defektanzahl im Antiferromagneten (mit einem maximalen Exchange Bias bei einer „idealen Verdünnung“) wird in Experiment und Simulation gleichermaßen beobachtet. Das Domain-State-Modell kann außerdem auch die Temperatur- und Einkühlfeldabhängigkeit sowie weitere experimentell beobachtete Effekte erklären und stellt damit einen sinnvollen Ansatz zum Verständnis des Exchange Bias dar.

## Anwendungen
Technologisch interessant ist der Exchange Bias, da er in Spinventilen (engl. spin valves) eine wichtige Rolle spielt. Diese Systeme enthalten zwei Ferromagneten, von denen einer frei ummagnetisieren kann, während der andere als Referenz festgehalten wird. Dieses „Pinnen“ erfolgt durch die Kopplung an einen Antiferromagneten, also durch den Exchange Bias. Je nach Trennschicht zwischen den beiden Ferromagneten erhält man zwei verschiedene Systeme:
- Der GMR-Effekt ist 1988 entdeckt worden. GMR-Systeme bestehen aus zwei ferromagnetischen Schichten, die durch ein unmagnetisches Metall getrennt sind. Der elektrische Widerstand parallel zur Schichtebene hängt in einem solchen System stark von der Orientierung der beiden Magnetisierungen der Ferromagneten zueinander ab. GMR-Elemente werden beispielsweise in Festplattenleseköpfen benutzt.
- In Tunneling-Magneto-Resistance-Elementen (TMR) sind zwei ferromagnetische Schichten durch einen unmagnetischen Isolator getrennt. Hier ist der Tunnelstrom senkrecht zur Schichtebene stark von der relativen Orientierung der beiden Magnetisierungen zueinander abhängig. Mittels des TMR-Effektes können magnetische Speicherbausteine hergestellt werden, z. B. MRAMs (Magnetoresistive Random Access Memory).

## Messverfahren
Die longitudinale Magnetisierungskomponente (entlang des äußeren Feldes) lässt sich beispielsweise mittels eines SQUID (Superconducting Quantum Interference Device) messen, über eine transversale Magnetisierungskomponente (senkrecht zum äußeren Feld) können PNR-Messungen (Polarized Neutron Reflectometry) Aufschluss geben. Alternativ können die Proben magneto-optisch untersucht werden, indem z. B. die Polarisationsänderung eines linear-polarisierten Laserstrahls detektiert wird. Diese Wechselwirkung elektromagnetischer Strahlung mit einem magnetischen Material ist bereits 1845 von Faraday und 1876 von Kerr beschrieben worden. Die statische Messung der longitudinalen Magnetisierungskomponente lässt sich auf diese Weise weit schneller als mit einem SQUID realisieren. Auch die transversale Magnetisierungskomponente lässt sich magnetooptisch einfacher und rascher als mit PNR messen. Zudem gibt das Vorzeichen des transversalen Signals Aufschluss über den Drehsinn der magnetischen Momente in der Probe, was PNR-Messungen nicht ermöglichen. Nicht zuletzt erlauben es zeitaufgelöste magneto-optische Messungen, die Magnetisierungsdynamik auf der Pikosekunden-Skala zu studieren. Die auf diese Weise gemessene Präzessionsfrequenz der magnetischen Momente in der Probe hängt direkt mit den Anisotropien zusammen, so – ähnlich wie durch BLS-Messungen (Brillouin Light Scattering) – bestimmt werden können.
Auch der magneto-optische Kerr-Effekt (MOKE) wird in der aktuellen Technologie angewandt. Magneto-optische Speichermedien kombinieren magnetische (Festplatten, Disketten, Bandlaufwerke) und optische Medien (CD-ROM). Das Auslesen der Daten wird durch MOKE ermöglicht.

## Aktuelle Entwicklungen
Aufgrund der großen technologischen Relevanz sind neben verschiedenen Effekten, die nur in Exchange-Bias-Systemen auftreten, insbesondere Ummagnetisierungsvorgänge von verschiedenen Gruppen mit unterschiedlichen Methoden untersucht worden. In all diesen zeitaufgelösten Messungen bewirkt eine Änderung des Anisotropiefeldes eine Präzession der magnetischen Momente in der Probe, die zumeist optisch detektiert wird. Diese lokale Änderung der Anisotropien kann durch eine thermische Anregung mittels eines Laserpulses, durch einen Feldpuls oder eine spinselektive Anregung induziert werden.
Um einen Feldpuls am Ort der Probe hervorzurufen, kann diese auf einer Micro-Stripline befestigt werden, durch die ein mit dem Laser phasengekoppelter Strompuls geschickt wird. Während vor der Anregung ein statisches Magnetfeld parallel zu dieser Micro-Stripline die magnetischen Momente in der Probe ausrichtet, wird die Richtung des effektiven Feldes durch den senkrecht dazu auftretenden Magnetfeldpuls aus der ursprünglichen Richtung ausgelenkt. Analog kann eine Leiterschleife um eine sehr kleine magnetische Fläche herumgelegt werden. So haben Hiebert et al. magnetische Oszillationen in einer Permalloy-Scheibe nachgewiesen. Freeman et al. haben gezeigt, dass die Reaktion der Magnetisierung auf einen Feldpuls von etwa 10 Nanosekunden Dauer in kleinen Permalloy-Strukturen von der Form der Probe abhängt.
Ein stärkerer Feldpuls kann eine Rotation der Magnetisierung um 180°, das sogenannte „Precessional Switching“ hervorrufen. Schumacher et al. haben dargelegt, dass die Präzession der Magnetisierung je nach Pulsdauer abwechselnd zu einer Ummagnetisierung und zu einer Rückkehr in die ursprüngliche Lage der Magnetisierung führt. Mayergoyz et al. berechnen die Stärke und Form eines Feldpulses, der eine Ummagnetisierung induziert. Auch ohne einen zweiten Puls, der die Rotation der Magnetisierung nach einer halben Präzessions-Periode stoppt, ist also ein Precessional Switching möglich. Andererseits legen Messungen von Hiebert et al. an Partikeln mit 7×20 μm Seitenlänge dar, dass die Magnetisierung sich selbst in diesen relativ großen Strukturen nicht innerhalb der gesamten Probe homogen verhält. Da die Magnetisierung an den Kanten der Probe stärker gepinnt ist, bleibt dort die ursprüngliche Magnetisierungsrichtung erhalten und führt nach dem Abschalten des äußeren Feldes dazu, dass auch das zuvor ummagnetisierte Zentrum der Probe wieder in den ursprünglichen Zustand zurückkehrt. In Hinblick auf eine Anwendung des Precessional Switching in den noch kleineren MRAMs und anderen Bauteilen kann dieser Effekt zu Problemen führen.
Anstatt eines Lasers nutzen Silva et al. Pick-up-Spulen, um induktiv die Änderung der Magnetisierung durch einen Feldpuls oder eine Feldstufe zu messen. Im Falle einer Anregung durch eine Feldstufe zeigen sich zwei unterschiedliche Frequenzen und Amplituden, was durch die Annahme einer zeitabhängigen Dämpfung simuliert werden kann. In Permalloy-Strukturen mit Seitenlängen im μm-Bereich, die zwischen Nano-Partikeln und ausgedehnten Schichten eingeordnet werden können, haben Koch et al. je nach Größe des Feldpulses sehr unterschiedliche Ummagnetisierungszeiten zwischen 10 Nanosekunden und 500 Pikosekunden gefunden, die sie einem Übergang von Domänenwand-Mechanismen zu kohärenter Rotation der Magnetisierung zuordnen. Die untersuchten Schichten stellen in diesem Experiment die obere Elektrode eines Tunnelkontaktes dar, so dass die Rotation der Magnetisierung über den Tunnelwiderstand detektiert werden kann.
Freeman et al. nutzen ein verbessertes Kerr-Mikroskop, um die Magnetisierungsdynamik in dünnen Permalloy-Filmen nicht nur zeit-, sondern auch ortsaufgelöst (mit einer Genauigkeit von unter 1 Mikrometer) zu untersuchen. Neben den bisher beschriebenen Experimenten, in denen die lokalen Anisotropien in einer Probe mittels eines Feldpulses verändert werden, ist auch die thermische Anregung durch einen Laser-Pump-Puls möglich. Mit dieser Methode haben beispielsweise Ju et al. zeitaufgelöste Messungen an NiFe/NiO-Schichtsystemen durchgeführt, die grundsätzlich gezeigt haben, dass solche photoinduzierte Änderungen des effektiven Magnetfeldes möglich sind.
Koopmans et al. haben Nickel-Proben untersucht, die gegenüber dem äußeren Feld verkippt waren, und fanden darin neben der Präzession der magnetischen Momente auch nichtmagnetische Beiträge zum zeitaufgelösten Signal, die bei dieser Art Messungen berücksichtigt werden müssen. Van Kampen et al. haben an mikrostrukturierten Permalloy-Proben die Anregung von Spinwellen nachgewiesen, deren Dispersion mit solchen zeitaufgelösten Experimenten untersucht werden kann.
Weitere aktuelle Themen sind beispielsweise Grundlagenuntersuchungen zur Asymmetrie der Hysteresekurven, zum magneto-elektrischen Schalten des Exchange Bias sowie zum Verhalten von Exchange-Bias-Mikro- und Nanosystemen in verschiedenen Formen.